# 3人のエンジェル
『3人のエンジェル』（さんにんのエンジェル、原題：To Wong Foo, Thanks for Everything! Julie Newmar）は、1995年のアメリカ合衆国の映画。オーストラリアの映画『プリシラ』のヒットを受けて製作された、3人のドラッグ・クィーンを描いたロードムービー・コメディ。監督は「ブリジット・ジョーンズの日記 きれそうなわたしの12か月」のビーバン・キドロン。主演のパトリック・スウェイジとジョン・レグイザモは、ゴールデングローブ賞 主演男優賞と助演男優賞にそれぞれノミネートされた。

## ストーリー
ニューヨークに住むドラッグ・クィーンのヴィーダ（パトリック・スウェイジ）とノグジーマ（ウェズリー・スナイプス）は、イーストビレッジのWebster Hall(ウェブスターホール)で毎年開催される"Drag Queen of the Year"コンテストで優勝し、ハリウッドの"Miss Drag Queen of America Pageant"への出場権を手にする。ところが落選して失意に陥る親友のチチ(ジョン・レグイザモ)を見捨てられず、ヴィーダは航空券を売って中古のキャデラックを買い、3人でニューヨークからハリウッドまで2800マイルの旅に出る。

## キャスト
※括弧内は日本語吹替（VHS版）
- ヴィーダ・ボエーム - パトリック・スウェイジ（江原正士）
- ノグジーマ・ジャクソン - ウェズリー・スナイプス（島田敏）
- チチ・ロドリゲス - ジョン・レグイザモ（家中宏）
- キャロル・アン - ストッカード・チャニング（弥永和子）
- ヴァージル - アーリス・ハワード（小室正幸）
- ドラード保安官 - クリス・ペン（仲野裕）
- ボビー・レイ - ジェイソン・ロンドン
- ボビー・リー - ジェニファー・ミルモア（浅田葉子）
- ベアトリス - ブライス・ダナー（巴菁子）
- マーナ - メリンダ・ディロン
- ロレッタ - ベス・グラント
- クララ - アリス・ドラモンド
- トミー - マイケル・ヴァルタン
- レイチェル・テンションズ - ル・ポール
- ジョン・ジェイコブ・ジングルハイマー・シュミット - ロビン・ウィリアムズ（クレジットなし）（永野広一）
- 女性客 - ナオミ・キャンベル
- ジュリー・ニューマー

## スタッフ
- 製作総指揮：ブルース・コーエン、ウォルター・F・パークス
- 監督：ビーバン・キドロン
- 製作：G・マック・ブラウン
- 脚本：ダグラス・カーター・ビーン（英語版）
- 撮影：スティーブ・メイソン
- 音楽：レイチェル・ポートマン
- 美術：ウィン・トーマス
- 衣装：マルレーネ・スチュワート
- 振付：ケニー・オルテガ

## サウンドトラック
- "I Am the Body Beautiful" - Salt-N-Pepa
- "Free Yourself" - チャカ・カーン
- "Turn It Out" - パティ・ラベル
- "Who Taught You How" - Crystal Waters
- "She's a Lady" - トム・ジョーンズ
- "Brick House" - コモドアーズ
- "Nobody's Body" - Monifah
- "Do What You Wanna Do" - Charisse Arrington
- "(Hey Now) Girls Just Want to Have Fun" - シンディ・ローパー
- "Over the Rainbow" - パティ・ラベル
- "To Wong Foo Suite" - レイチェル・ポートマン
- "Gotta Move" - バーブラ・ストライサンド
- "1812 Overture" - チャイコフスキー
- "Zampa Overture" - フェルディナン・エロルド
- "China Girl" - Robert J. Walsh
- "Theme from Wonder Woman"
- "That Lady You're with Ain't No Lady" - Larry Applewhite/Gene Wisniewski
- "Stand by Your Man" - David Allan Coe
- "This Is a Man's World" - Sara Hickman
- "Behind Closed Doors" - Charlie Rich
- "Hold Me, Thrill Me, Kiss Me" - ジョニー・マティス
- "Another Somebody Done Somebody Wrong Song" - B・J・トーマス